# Mark Gardener
Mark Stephen Gardener (Oxford, Inglaterra, 6 de diciembre de 1969) es un músico de rock y shoegazing británico.

## Carrera
En 1988 se unió a Andy Bell, Laurence Colbert y Steve Queralt para formar la banda Ride. Allí fue guitarrista y compositor de varias canciones como «Decay», «Chelsea Girl» y «Twisterella», entre otras. Junto con Bell también era vocalista solista y su voz fue protagonista de los álbumes Nowhere y Going Blank Again. En 1996 se negó a firmar los papeles vinculados a la promoción de Tarantula, el cuarto disco del grupo, con lo que marcó su partida.
Un año después de la ruptura con Ride, publicó «Magdalen Sky», su primer sencillo, el que también fue parte de su álbum debut  These Beautiful Ghosts, que terminó de ser editado en 2005. Más tarde formó la banda The Animalhouse y participó en colaboraciones con Rinôçérôse y The Brian Jonestown Massacre.
Se reunió temporalmente con Ride en 2002, grabando el EP Coming Up For Air. La unión definitiva llegó en 2014, cuando todos los integrantes originales se juntaron para hacer una gira por América y Europa. Posteriormente editaron el disco Weather Diaries y el EP Tomorrow's Shore.

## Discografía

### Álbumes
- 2004: Live at the Knitting Factory, NYC
- 2005: These Beautiful Ghosts
- 2015: Universal Road (con Robin Guthrie)

### Sencillos/EP
- 1997: «Magdalen Sky»
- 2003: Falling Out into the Night  (EP)
- 2006: «The Story of the Eye»

### Colaboraciones
- Man With No Name – «The First Day» (1998); vocalista y compositor
- Meister – «Above The Clouds (sencillo) ~ BECK O.S.T» (2004) – vocalista
- Jam & Spoon – «Mary Jane» (2004) – vocalista
- The Morning After Girls – «Morning After Girls» (2005); vocalista
- The Morning After Girls – «Shadows Evolve» (2005); vocalista
- Rinocerose – «Schizophrenia» (2005); vocalista
- Rinocerose – «Rinocerose» (2006); vocalista y compositor
- The Tamborines – «Sally O'Gannon» (2006); voces
- The Brian Jonestown Massacre – «Monkey Powder» (2008); vocalista y compositor
- Molly's - «Tastes like sedative» (2011); vocalista